# Claes Olsson
Claes Bertel Olsson, född 28 november 1948 i Helsingfors, är en finlandssvensk filmregissör och -producent, ägare av filmbolaget Kinoproduction Oy.

## Utmärkelser
- Pro Finlandia-medaljen av Finlands Lejons orden,  6 december 2024[4]

[Redigera Wikidata]

## Filmografi i urval
- 2012 – Slaget om Näsilinna 1918
- Underbara kvinnor vid vatten (1998)
- Den svavelgula himlen (2021)